# Sonate K. 60
Pour les articles homonymes, voir K60.
La sonate K. 60 (F.18/L.13) en sol mineur est une œuvre pour clavier du compositeur italien Domenico Scarlatti.

## Présentation
La sonate K. 60 en sol mineur est sans indication de tempo et d'une facture de grande simplicité. Les pièces allant de 59 à 64 sont vraisemblablement des œuvres de jeunesse de Scarlatti.

## Manuscrits

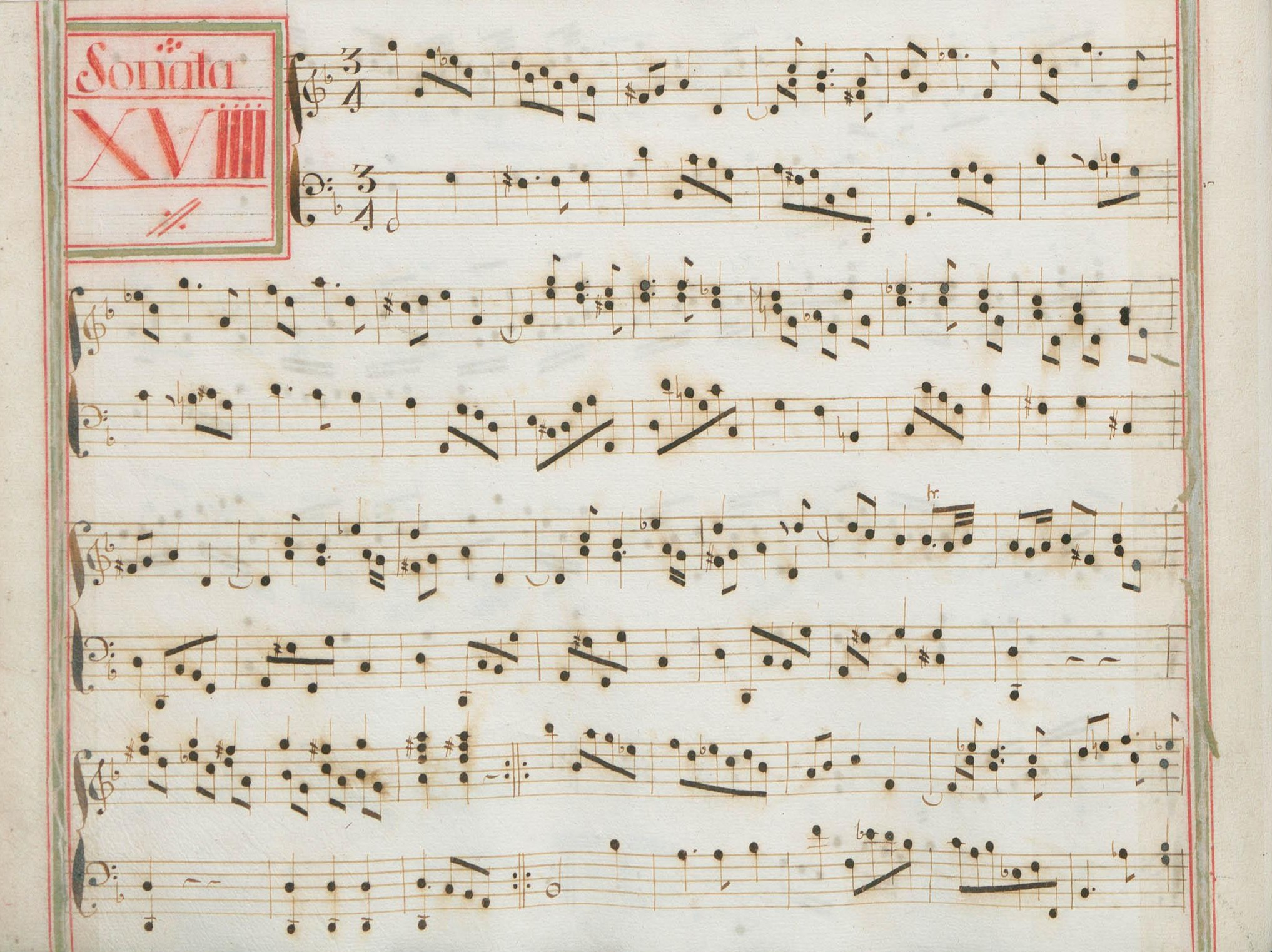
Début de la sonate, extraite du volume XIV du manuscrit de Venise.

Le manuscrit principal est le numéro 19 du volume XIV de Venise (1742), copié pour Maria Barbara ; l'autre source manuscrite est Münster V 40a.

## Interprètes
La sonate K. 60 est défendue au piano par Soyeon Lee (2017, Naxos, vol. 21) ; au clavecin par Scott Ross (Erato, 1985), Laura Alvini (Frame), Ottavio Dantone (1997, Stradivarius), Richard Lester (2005, Nimbus, vol. 6) et Francesco Cera (2013, Tactus, vol. 2).

## Sources
: document utilisé comme source pour la rédaction de cet article.
- Ralph Kirkpatrick (trad. de l'anglais par Dennis Collins), Domenico Scarlatti, Paris, Lattès, coll. « Musique et Musiciens », 1982 (1re éd. 1953 (en)), 493 p. (ISBN 978-2-7096-0118-4, OCLC 954954205, BNF 34689181).
- Alain de Chambure, « Domenico Scarlatti : Intégrale des sonates — Scott Ross », p. 178, Erato (2564-62092-2), 1985 (OCLC 891183737) .